# ميك فيشر
ميك فيشر (بالإنجليزية: Mick Fisher)‏ هو لاعب سنوكر بريطاني، ولد في 12 يوليو 1944.

## وصلات خارجية
- ميك فيشر على موقع CueTracker.net (الإنجليزية)